# Eumenes insularis
Eumenes insularis är en stekelart som beskrevs av Smith. Eumenes insularis ingår i släktet krukmakargetingar, och familjen Eumenidae. Inga underarter finns listade i Catalogue of Life.